# Indskoling
Indskoling er en fælles betegnelse for folkeskolens klassetrin til og med 3. klasse. Den omfatter SFO, børnehaveklasse og 1. – 3. klassetrin, hvor lærere og pædagoger indgår i et samarbejde om at skabe helhed i børnenes hverdag. Ved den seneste ændring af uddannelsen til folkeskolelærer fra 2007 indførtes niveaudeling af fagene dansk og matematik, således at nogle studerende i særlig grad er specialiserede til indskolingen (begynderundervisning).